# Če rond suscrit
Le če rond suscrit ou čīm rond suscrit est une lettre additionnelle de l’alphabet arabe qui est utilisée dans l’écriture du shina en Inde. Elle est composée d’un če ‹ چ › diacrité d’un rond suscrit.

## Utilisation
Le če rond suscrit ‹  › est utilisé pour représenter une consonne affriquée rétroflexe sourde [ʈ͡ʂ] dans l’orthographe de Masood Samoon pour le shina gurezi dans le Jammu-et-Cachemire en Inde, plutôt écrit avec un če quatre points souscrits ‹ ڇ › ou če deux lignes souscrites en shina de Dras ou Kargil dans le Ladakh, ou en shina de Gilgit-Baltistan au Pakistan.
Le clavier virtuel shina de Microsoft SwiftKey utilise la lettre če avec un sukūn ‹ چْ ›.